# Ичалковское сельское поселение
Ичалковское се́льское поселе́ние — муниципальное образование в Ичалковском районе Мордовии Российской Федерации.
Административный центр — село Ичалки.

## История
Статус и границы сельского поселения установлены Законом Республики Мордовия от 1 декабря 2004 года № 98-З «Об установлении границ муниципальных образований Ичалковского муниципального района, Ичалковского муниципального района и наделении их статусом сельского поселения и муниципального района».

## Население
| 2002  | 2010  | 2012  | 2013  | 2014  | 2015  | 2016  |
| ----- | ----- | ----- | ----- | ----- | ----- | ----- |
| 2979  | ↘2683 | ↘2659 | ↘2611 | ↘2578 | ↘2546 | ↘2514 |
| 2017  | 2018  | 2019  | 2020  | 2021  |       |       |
| ↘2495 | ↘2481 | ↘2437 | ↘2390 | ↗2665 |       |       |

## Состав сельского поселения
| № | Населённый пункт | Тип населённого пункта       | Население |
| - | ---------------- | ---------------------------- | --------- |
| 1 | Ичалки           | село, административный центр | ↗2665     |